# Park Jong-oh
Park Jong-oh (kor. 박종오; * 12. April 1991) ist ein südkoreanischer Fußballspieler.

## Karriere
Das Fußballspielen erlernte Park Jong-oh in der Schulmannschaft der Boin High School sowie in der Universitätsmannschaft der Hanyang-Universität in Seoul. Seinen ersten Vertrag unterschrieb er 2014 bei Bucheon FC 1995, einem Verein aus Bucheon, der in der Zweiten Liga, der K League 2, spielte. 2015 wechselte er zum Drittligisten Yongin City FC nach Yongin. Nach 33 Spielen ging er 2017 nach Thailand und unterschrieb einen Vertrag beim Zweitligisten Chainat Hornbill FC in Chainat. Ende 2017 wurde er mit Chainat Meister der Thai League 2 und stieg somit in die erste Liga auf. Für den Verein stand er bis Mitte 2018 vierzehnmal auf dem Spielfeld. Mitte 2018 ging er wieder nach Südkorea zurück und schloss sich dem Drittligisten Yangpyeong FC an. Für den Klub aus Yangpyeong stand er bis Juli 2020 unter Vertrag. Anfang September 2020 ging er wieder nach Thailand. Hier unterschrieb er einen Vertrag beim Uthai Thani FC. Der Verein aus Uthai Thani spielte in der zweiten thailändischen Liga. Am Ende der Saison musste der Verein in die dritte Liga absteigen. Nach dem Abstieg verließ er Uthai Thani und er wechselte nach Trat zum Erstligaabsteiger Trat FC. Hier wurde sein Vertrag nach zwei Wochen wieder aufgelöst. Von Juli 2021 bis Ende Dezember 2021 war er vertrags- und vereinslos. Am 25. Dezember 2021 unterschrieb er in Indien einen Vertrag beim Erstligisten Real Kashmir FC. Für den Verein aus Srinagar bestritt er sieben Ligaspiele. Ende Mai 2022 wurde sein Vertrag nicht verlängert.

## Erfolge
Chainat Hornbill FC
- Thai League 2: 2017  ▲